# Rue des Bénédictines
La rue des Bénédictines est une rue ancienne du centre de Liège reliant la rue Saint-Gilles au boulevard d'Avroy.

## Odonymie et historique
La rue se réfère à l'abbaye de la Paix Notre-Dame, une ancienne abbaye bénédictine fondée en 1627 dont la rue marque la limite nord de la propriété. La rue, qui n'était à l'origine qu'un sentier, date très vraisemblablement du XVIIe siècle. Les Bénédictines sont des religieuses relèvant de l'Ordre de Saint-Benoît.

## Situation et description
Cette étroite rue pavée est une voirie atypique du paysage urbain de Liège. Elle est constituée de six lignes droites et de cinq virages plus ou moins à angle droit. Elle a une longueur approximative de 185 m et est fréquemment bordée de hauts murs de briques. Par son étroitesse (pas plus de 2 mètres à certains endroits), elle a de facto la qualité de voie piétonne. Au niveau de la rue Saint-Gilles, la voirie se faufile entre les immeubles sis aux nos 49 et 51 alors que, sur le boulevard d'Avroy, elle se situe à droite de la façade de l'église de l'abbaye de la Paix Notre-Dame. Une demi-douzaine de maisons ont leur entrée le long de la dernière ligne droite se raccordant à la rue Saint-Gilles.

## Voies adjacentes
- Rue Saint-Gilles
- Boulevard d'Avroy